# Färgelanda socken
Färgelanda socken i Dalsland ingick i Valbo härad, ingår sedan 1971 i Färgelanda kommun och motsvarar från 2016 Färgelanda distrikt.
Socknens areal är 115,97 kvadratkilometer varav 107,61 land. År 2000 fanns här 3 192 invånare. Tätorten Stigen samt tätorten Färgelanda med sockenkyrkan Färgelanda kyrka ligger i socknen.   

## Administrativ historik
Socknen har medeltida ursprung. 
Vid kommunreformen 1862 övergick socknens ansvar för de kyrkliga frågorna till Färgelanda församling och för de borgerliga frågorna till Färgelanda landskommun. Landskommunen utökades 1967 och ombildades 1971 till Färgelanda kommun. Församlingen utökades 2010 och uppgick 2022 i Färgelanda-Högsäters församling.
1 januari 2016 inrättades distriktet Färgelanda, med samma omfattning som församlingen hade 1999/2000.  
Socknen har tillhört län, fögderier, tingslag och domsagor enligt vad som beskrivs i artikeln Valbo härad. De indelta soldaterna tillhörde Västgöta-Dals regemente och Vedbo kompani.

## Geografi
Färgelanda socken ligger norr om Uddevalla kring Valboån. Socknen har dalslätter i några ådalar och är i övrigt en småkuperad skogsbygd med Kroppefjäll i nordost.

## Fornlämningar
Några boplatser och två hällkistor från stenåldern har påträffats. Från bronsåldern finns spridda stensättningar och skålgropsförekomster. Från järnåldern finns gravfält, stensättningar och fornborgar. En vikingatida silverskatt har påträffats.

## Namnet
Namnet skrevs 1382 Firghelanda och kommer från en bebyggelse vid kyrkan. Efterleden är land, förleden har oklar tolkning.
Namnet skrevs före 25 oktober 1912 Fergelanda socken.
Vid folkräkningen 1870 skrevs socknen som Färgelanda men stavningsvarianten Fergelanda fanns också medtagen.

## Befolkningsutveckling
| Befolkningsutvecklingen i Färgelanda socken 1750–1990                                                   | Befolkningsutvecklingen i Färgelanda socken 1750–1990 | Befolkningsutvecklingen i Färgelanda socken 1750–1990 | Befolkningsutvecklingen i Färgelanda socken 1750–1990 | Befolkningsutvecklingen i Färgelanda socken 1750–1990 |
| --- | ----------------------------------------------------- | ----------------------------------------------------- | ----------------------------------------------------- | ----------------------------------------------------- |
| |                                                       |                                                       |                                                       |                                                       |
| År |                                                       |                                                       | Folkmängd                                             |                                                       |
| 1750 | 1750                                                  |                                                       | 1 237                                                 |                                                       |
| 1760 | 1760                                                  |                                                       | 1 301                                                 |                                                       |
| 1769 | 1769                                                  |                                                       | 1 299                                                 |                                                       |
| 1780 | 1780                                                  |                                                       | 1 425                                                 |                                                       |
| 1790 | 1790                                                  |                                                       | 1 348                                                 |                                                       |
| 1800 | 1800                                                  |                                                       | 1 083                                                 |                                                       |
| 1810 | 1810                                                  |                                                       | 1 336                                                 |                                                       |
| 1820 | 1820                                                  |                                                       | 1 552                                                 |                                                       |
| 1830 | 1830                                                  |                                                       | 2 049                                                 |                                                       |
| 1840 | 1840                                                  |                                                       | 2 190                                                 |                                                       |
| 1850 | 1850                                                  |                                                       | 2 666                                                 |                                                       |
| 1860 | 1860                                                  |                                                       | 3 057                                                 |                                                       |
| 1870 | 1870                                                  |                                                       | 3 197                                                 |                                                       |
| 1880 | 1880                                                  |                                                       | 3 117                                                 |                                                       |
| 1890 | 1890                                                  |                                                       | 2 871                                                 |                                                       |
| 1900 | 1900                                                  |                                                       | 3 038                                                 |                                                       |
| 1910 | 1910                                                  |                                                       | 2 934                                                 |                                                       |
| 1920 | 1920                                                  |                                                       | 2 954                                                 |                                                       |
| 1930 | 1930                                                  |                                                       | 2 778                                                 |                                                       |
| 1940 | 1940                                                  |                                                       | 2 668                                                 |                                                       |
| 1950 | 1950                                                  |                                                       | 2 652                                                 |                                                       |
| 1960 | 1960                                                  |                                                       | 2 504                                                 |                                                       |
| 1970 | 1970                                                  |                                                       | 2 410                                                 |                                                       |
| 1980 | 1980                                                  |                                                       | 3 357                                                 |                                                       |
| 1990 | 1990                                                  |                                                       | 3 453                                                 |                                                       |
| Anm: Källor: Umeå universitet - Tabellverket 1749-1859, Demografiska databasen, CEDAR, Umeå universitet |                                                       |                                                       |                                                       |                                                       |